# Febvin-Palfart
Febvin-Palfart és un municipi francès situat al departament del Pas de Calais i a la regió dels Alts de França. L'any 2007 tenia 501 habitants.

## Demografia

### Població
El 2007 la població de fet de Febvin-Palfart era de 501 persones. Hi havia 194 famílies de les quals 40 eren unipersonals (24 homes vivint sols i 16 dones vivint soles), 59 parelles sense fills, 75 parelles amb fills i 20 famílies monoparentals amb fills.
La població ha evolucionat segons el següent gràfic:
Habitants censats

### Habitatges
El 2007 hi havia 221 habitatges, 193 eren l'habitatge principal de la família, 14 eren segones residències i 14 estaven desocupats. Tots els 217 habitatges eren cases. Dels 193 habitatges principals, 168 estaven ocupats pels seus propietaris, 24 estaven llogats i ocupats pels llogaters i 1 estava cedit a títol gratuït; 4 tenien dues cambres, 19 en tenien tres, 42 en tenien quatre i 129 en tenien cinc o més. 59 habitatges disposaven pel capbaix d'una plaça de pàrquing. A 91 habitatges hi havia un automòbil i a 83 n'hi havia dos o més.

### Piràmide de població
La piràmide de població per edats i sexe el 2009 era:
| Homes | Edats   | Dones |
| ----- | ------- | ----- |
| 0     | 95 o +  | 0     |
| 0     | 90 a 94 | 0     |
| 0     | 85 a 89 | 8     |
| 4     | 80 a 84 | 8     |
| 8     | 75 a 79 | 8     |
| 20    | 70 a 74 | 28    |
| 4     | 65 a 69 | 28    |
| 16    | 60 a 64 | 16    |
| 8     | 55 a 59 | 12    |
| 8     | 50 a 54 | 16    |
| 4     | 45 a 49 | 12    |
| 16    | 40 a 44 | 12    |
| 44    | 35 a 39 | 16    |
| 4     | 30 a 34 | 32    |
| 16    | 25 a 29 | 4     |
| 4     | 20 a 24 | 4     |
| 24    | 15 a 19 | 16    |
| 12    | 10 a 14 | 28    |
| 24    | 5 a 9   | 16    |
| 8     | 0 a 4   | 4     |

## Economia
El 2007 la població en edat de treballar era de 305 persones, 206 eren actives i 99 eren inactives. De les 206 persones actives 182 estaven ocupades (106 homes i 76 dones) i 24 estaven aturades (11 homes i 13 dones). De les 99 persones inactives 36 estaven jubilades, 21 estaven estudiant i 42 estaven classificades com a «altres inactius».

### Ingressos
El 2009 a Febvin-Palfart hi havia 194 unitats fiscals que integraven 496 persones, la mediana anual d'ingressos fiscals per persona era de 13.270,5 €.

### Activitats econòmiques
Dels 11 establiments que hi havia el 2007, 4 eren d'empreses de construcció, 2 d'empreses de comerç i reparació d'automòbils, 1 d'una empresa de transport, 2 d'empreses d'hostatgeria i restauració, 1 d'una empresa de serveis i 1 d'una empresa classificada com a «altres activitats de serveis».
Dels 5 establiments de servei als particulars que hi havia el 2009, 1 era un paleta, 1 guixaire pintor, 2 fusteries i 1 restaurant.
L'any 2000 a Febvin-Palfart hi havia 25 explotacions agrícoles que ocupaven un total de 1.240 hectàrees.

## Equipaments sanitaris i escolars
El 2009 hi havia una escola elemental integrada dins d'un grup escolar amb les comunes properes formant una escola dispersa.

## Poblacions més properes
El següent diagrama mostra les poblacions més properes.